# Золотой пояс шаха
Золотой пояс шаха, или Коронационный пояс шаха (перс. کمربند زرین‎) — часть регалий монархов Ирана, пояс длиной 119 см, изготовленный из золота и серебра, украшенный бриллиантами и изумрудами. Пояс был изготовлен по приказу четвёртого шаха из династии Каджаров Насер ад-Дин Шаха примерно в 1850 году.
Главное украшение пояса — уникальный изумруд весом 176 карат. Пояс также украшен 60 бриллиантами чистой воды и 145 бриллиантами другого типа. В настоящее время пояс хранится в Национальной сокровищнице в здании Центрального банка Ирана в Тегеране.